# Australopithecus
Australopithecus (Betonung auf „pi“) ist eine nur aus Afrika bekannte, ausgestorbene Gattung der Menschenaffen aus der Tribus der Hominini, der auch die Gattung Homo einschließlich des modernen Menschen angehört. Richard Leakey zufolge handelte es sich bei allen Arten der Gattung Australopithecus ausweislich ihres kleinen Gehirns und aller anderen anatomischen Merkmale um „aufrechtgehende Affen“, abgesehen von ihrer Körperhaltung am ehesten vergleichbar mit den heute lebenden Steppenpavianen. Die Arten der Gattung Australopithecus lebten vor rund 4 bis 2 Millionen Jahren.

## Namensgebung
Die Bezeichnung der Gattung Australopithecus ist abgeleitet aus lat. australis („südlich“, wegen des Fundortes im südafrikanischen Ort Taung) und griech. πίθηκος, altgr. ausgesprochen píthēkos („Affe“); Australopithecus bedeutet sinngemäß also „südlicher Affe“. Diese Bezeichnung wurde 1925 von Raymond Dart gewählt. Das Epitheton der Typusart, Australopithecus africanus, verweist auf den Kontinent, auf dem die Schädelknochen des ersten Fossils der Gattung entdeckt wurden. Auch späterhin wurden Fossilien der Gattung ausschließlich in Afrika gefunden.

## Erstbeschreibung
Holotypus der Gattung und zugleich der Typusart Australopithecus africanus ist das so genannte Kind von Taung, ein fossiler Schädel, der im Herbst 1924 in der heute zu Südafrika gehörigen Ortschaft Taung entdeckt und am 7. Februar 1925 von Raymond Dart in der Fachzeitschrift Nature wissenschaftlich beschrieben worden war.

## Merkmale
Die Arten der Gattung Australopithecus werden vor allem anhand der unterschiedlich geformten Kauflächen ihrer Zähne, der Ausformung ihrer Jochbögen sowie der Ansatzstellen eines Kaumuskels (des Musculus temporalis) gegeneinander und von den Vorfahren der heutigen Schimpansen abgegrenzt. Weitere Unterscheidungsmerkmale ergeben sich u. a. aus dem Bau der Wirbelsäule, des Beckens und der Hüftgelenke.
Das Gebiss weist – wie das des Menschen – kein Oberkiefer-Diastema auf. Es besteht also in der Regel keine Zahnlücke zwischen dem seitlichen Schneidezahn und dem Eckzahn, was wiederum anzeigt, dass die Eckzähne des Unterkiefers – anders als beispielsweise bei den männlichen nicht-menschlichen Menschenaffen – nicht dolchartig verlängert waren.
Aus dem Bau und den Abriebspuren der Bezahnung wurde abgeleitet, dass sich Australopithecus anamensis, Australopithecus afarensis, Australopithecus africanus, Australopithecus sediba sowie die Arten der Gattung Paranthropus überwiegend von pflanzlicher Kost ernährten. Bestätigt wurde diese Interpretation der Zahn-Morphologie durch eine Stickstoff-Isotopenuntersuchung von sieben Zahnschmelzproben aus der 3,7 bis 3,3 Millionen Jahre alten Fundschicht Sterkfontein Member 4 (= Australopithecus africanus): Die Ernährung dieser Vormenschen sei zwar „vielseitig, jedoch größtenteils – oder sogar ausschließlich – pflanzlich“ gewesen.

### Gehirnvolumen und Körpergröße

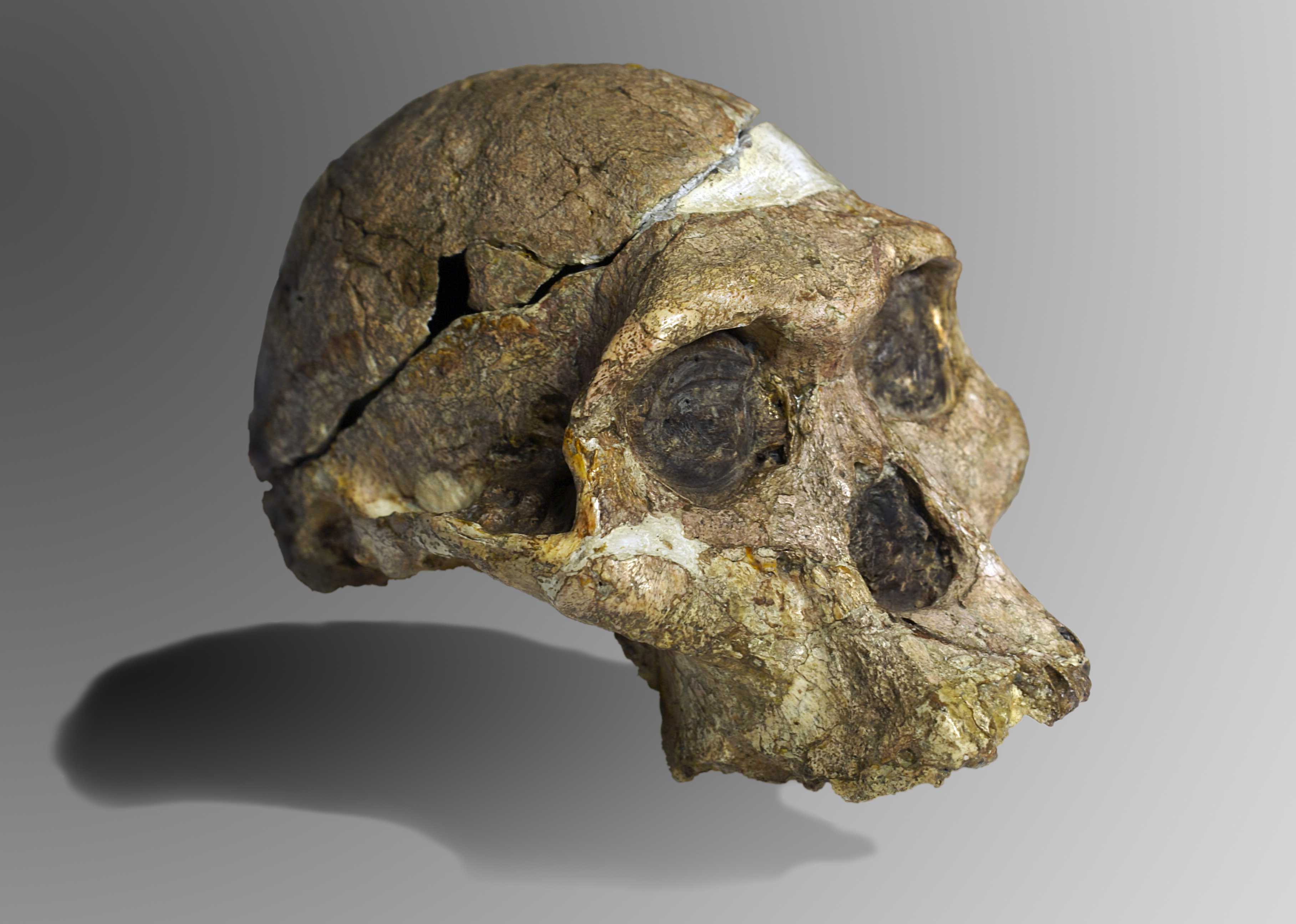
Original des Schädels von Mrs. Ples (Australopithecus africanus)

Das Gehirnvolumen der Australopithecus-Arten war mit etwa 400 bis 550 cm3 ein wenig größer als das eines Schimpansen oder Bonobos, jedoch kleiner als bei den ältesten Vertretern der Gattung Homo, deren Gehirnvolumen mit 600 bis 800 cm3 angegeben wird.
Die Körpergröße fossiler Arten kann selbst anhand intakt gefundener, langer Beinknochen nur grob geschätzt werden; deshalb variieren die Angaben hierzu in der Fachliteratur erheblich zwischen ca. 1,00 m und 1,60 m. Für Australopithecus africanus werden in einem Übersichtsartikel beispielsweise – bei einem mutmaßlichen Körpergewicht von 30 bis 40 kg – 1,38 m für männliche und 1,15 m für weibliche Exemplare angegeben. Damit waren die Australopithecinen so groß wie ein aufrecht stehender Schimpanse. Umstritten ist, wie ausgeprägt der Geschlechtsdimorphismus war; gelegentlich wird in der Fachliteratur argumentiert, dass unterschiedlich große Individuen womöglich zu unterschiedlichen Arten gehörten, die gleichzeitig im gleichen Gebiet lebten.

### Der aufrechte Gang
Als gemeinsames Merkmal der Gattung Australopithecus galt in älteren Publikationen der aufrechte Gang. Diese Befähigung wurde abgeleitet von südafrikanischen Funden (Australopithecus africanus), von Fossilien aus Hadar (Australopithecus afarensis) sowie von den rund 3,5 Millionen Jahre alten bipeden Fußspuren aus Laetoli.
Doch 1991 hatte der israelische Paläoanthropologe Yoel Rak von der Universität Tel Aviv darauf hingewiesen, dass Australopithecus afarensis höchstwahrscheinlich eine „Fortbewegungsweise ganz eigener Art“ besaß. Immer mehr paläontologische Funde haben die anfängliche Vermutung widerlegt, dass schon die frühen Vertreter der Hominini in offenen, mit modernen Steppen vergleichbaren Landschaften lebten („Savannen-Hypothese“). Begleitfunde der fossilen Knochen weisen durchweg auf einen Lebensraum hin, der vorwiegend aus lichten Wäldern und Galeriewäldern bestand. In diesem Lebensraum – so die neuere Deutung – dürfte die ursprüngliche Lebensweise der Menschenaffen noch beibehalten worden sein: ein häufiger Aufenthalt auf Bäumen, insbesondere zum Schlafen sowie zum Pflücken nahrhafter Früchte, und nur gelegentliches aufrechtes Gehen auf dem Boden. Beleg hierfür sind beispielsweise die relativ langen Arme sowie die durch häufiges Hangeln gebogenen Finger- und Zehenknochen. Die Auffassung, „dass die Australopithecinen hinsichtlich ihrer Lokomotionsweise weniger menschlich waren, als man zunächst vermutete“, hat sich weitgehend durchgesetzt. Aus einer vergleichenden Rekonstruktion der Masse zweier Oberarmmuskeln (Musculus brachialis und Musculus triceps brachii) und der Größe ihrer Ansatzstellen an der proximalen (oberen) Epiphyse der Elle ging 2024 hervor, dass Australopithecus und Paranthropus ähnliche Werte wie die Bonobos aufweisen, während die fossile Art Homo ergaster bereits ähnliche Werte wie der anatomisch moderne Mensch aufwies. Anpassungen an eine Fortbewegung in Bäumen wurden bei Homo nicht beobachtet. Gleichwohl waren Hüftknochen und Hüftgelenke vermutlich schon so gut an das aufrechte Gehen angepasst, dass weniger kraftvoll in Bäumen geklettert werden konnte, als dies beispielsweise die heute lebenden Schimpansen vermögen.

## Alter
Die Arten der Gattung Australopithecus lebten – belegt anhand von Fossilienfunden, die Australopithecus zugeschrieben werden – vor rund vier bis vor rund zwei Millionen Jahren in Afrika. Von wann bis wann eine fossile Art existierte, kann aber in aller Regel nur näherungsweise bestimmt werden. Zum einen ist der Fossilbericht lückenhaft: Es gibt meist nur sehr wenige Belegexemplare für eine fossile Art. Zum anderen weisen die Datierungsmethoden zwar ein bestimmtes Alter aus, dies jedoch mit einer erheblichen Ungenauigkeit; diese Ungenauigkeit bildet dann die äußeren Grenzen bei den „von … bis“-Angaben für Lebenszeiten. Alle publizierten Altersangaben sind daher vorläufige Datierungen, die zudem nach dem Fund weiterer Belegexemplare möglicherweise revidiert werden müssen.
Aus einer bis heute nicht sicher bestimmten Art der Gattung Australopithecus gingen – dem heutigen Forschungsstand zufolge könnte dies Australopithecus afarensis gewesen sein – durch Anagenese die Arten der Gattung Homo hervor; daher kann für diese Gattung kein „Aussterbezeitpunkt“ festgelegt werden.

## Werkzeuggebrauch
Inwieweit Australopithecus Werkzeuggebrauch über das Niveau von Schimpansen hinaus betrieb (vergl. Werkzeuggebrauch bei Tieren), ist noch nicht abschließend geklärt. Häufig wird der Gebrauch von bearbeiteten Steinwerkzeugen (Geröllgerät) sogar als vorrangiges Kriterium genannt, bestimmte Fossilfunde als Homo habilis zu bezeichnen und nicht als „Australopithecus habilis“ der Gattung Australopithecus zuzuordnen.
Australopithecus afarensis ist ungefähr 500.000 Jahre älter als die ältesten bekannten Werkzeuge, und auch für Australopithecus africanus sind keine gesicherten Werkzeugfunde belegt. Hingegen wurden im Zusammenhang mit Paranthropus-Fossilien sowohl Steinwerkzeuge vom Oldowan-Typ als auch Knochen mit abgenutzten Spitzen entdeckt, die möglicherweise zum Graben oder zum Angeln von Termiten dienten. Da in den gleichen Schichten auch Homo habilis gefunden wurde, ist die Zuordnung aber ungesichert.

## Systematik

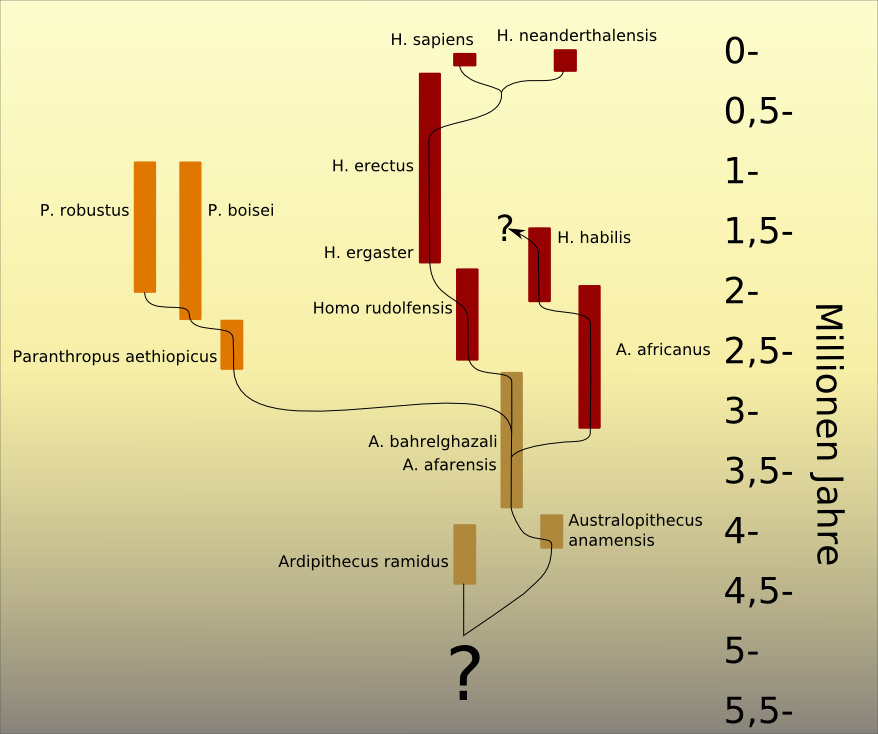
Hypothese zur Evolution der Australopithecinen, wie sie aufgrund der gegenwärtigen Fundlage beispielsweise durch Friedemann Schrenk vertreten wird.

Die Gattung Australopithecus ist ein paraphyletisches Taxon, aus dem nach heutigem Kenntnisstand die Gattungen Paranthropus und Homo hervorgingen.
Allgemein anerkannt ist der Art-Status heute für Australopithecus anamensis, Australopithecus afarensis, Australopithecus africanus, Australopithecus garhi und Australopithecus sediba. Die verwandtschaftliche Nähe der Arten zueinander und zu den Gattungen Paranthropus und Homo ist weitgehend ungeklärt. So schlug beispielsweise John T. Robinson 1972 vor, Australopithecus africanus in Homo africanus umzubenennen.
Als sehr wahrscheinlich gilt jedoch, dass Australopithecus anamensis und Australopithecus afarensis zeitlich aufeinander folgende Schwester-Arten infolge Anagenese sind. Dieser Deutung zufolge sind die anamensis-Funde vom Turkana-See (aus Kanapoi, Alter: rund 4,1 Millionen Jahre, ferner aus Allia Bay, Alter: rund 3,9 Millionen Jahre) sowie die afarensis-Funde aus Laetoli (rund 3,6 Mio. Jahre) und Hadar (3,3 Mio. Jahre und jünger) zeitlich aufeinander folgende Überreste von Populationen einer einzigen Entwicklungslinie.
Im Jahr 2015 wurde vorgeschlagen, den 1948 benannten und später als Synonym von Australopithecus africanus bewerteten Artnamen Australopithecus prometheus als Artnamen des Fossils StW 573 („Little Foot“) wiederzubeleben.

### „Grazile“ und „robuste“ Arten
Aus den bisher entdeckten Fossilfunden von Vertretern der Hominini aus der Zeit vor rund 2,5 Millionen Jahren lassen sich zwei unterschiedliche Formen der evolutionären Angepasstheit rekonstruieren, die heute meist als Antwort auf Klimaänderungen gedeutet werden und einerseits zu den „robusten“, andererseits zu den „grazilen“ Australopithecinen führten. Diese Habitat-Theorie der Makroevolution wurde erstmals von Elisabeth Vrba ausgearbeitet.
Das südliche Afrika wurde damals zunehmend trocken und kühl, weswegen die Wälder mit ihrer weichen Früchte- und Blätternahrung verschwanden. Stattdessen breiteten sich Savannen aus, die ein relativ hartes Nahrungsangebot zur Verfügung stellten (z. B. Gräser, Samen, Wurzeln). Die sogenannten „robusten“ Australopithecinen – sie werden heute der Gattung Paranthropus zugeordnet – spezialisierten sich den Fossilfunden zufolge auf solche hartfaserigen Pflanzen, denn sie bildeten extrem kräftige Kaumuskeln und auf den Backenzähnen extrem vergrößerte Kauflächen aus; Paranthropus boisei wird daher gelegentlich auch als „Nussknacker-Mensch“ bezeichnet. Die „robusten“ Australopithecinen starben vor ca. 1 Million Jahren aus, weil sie nach einem neuerlichen Klimawandel hin zu gemäßigteren Temperaturen vermutlich der Nahrungskonkurrenz anderer Arten nicht mehr gewachsen waren:
„Am Beginn der Besiedelung neu entstandener Savannengebiete besaßen die robusten Australopithecinen durchaus Selektionsvorteile. Jedoch hatten sich vor ca. 1 Million Jahren in Afrika einerseits spezialisierte Pflanzenfresser unter den Großsäugern (zum Beispiel Schweine und Antilopen), andererseits effiziente, durch effektive Werkzeugbenutzung unterstützte Allesfresser unter den Hominiden etabliert. Die dadurch entstehende Nahrungskonkurrenz führte zum Aussterben der robusten Australopithecinen zu einer Zeit, als mit Homo erectus die Gattung Homo bereits ihren Siegeszug bis nach Asien und Europa angetreten hatte.“
Die frühesten der Gattung Homo zugeordneten Fossilien – genannt Homo rudolfensis und Homo habilis – gingen aus jenen Australopithecus-Arten hervor, die von den Paläoanthropologen zu den „grazilen“ Allesfresser-Arten gerechnet werden; ob die Stammesgeschichte direkt von Australopithecus afarensis zur Gattung Homo verlief (wie ein Teil der Forscher annimmt) oder von Australopithecus afarensis über Australopithecus africanus zu Homo (wie andere Forscher vermuten), ist allerdings unklar. Als zumindest sehr wahrscheinlich gilt jedoch, dass im Formenkreis der „grazilen“ Allesfresser-Arten – als Alternative zum muskulären Kauapparat der „robusten“ Australopithecinen – die Tradition des Werkzeuggebrauchs (die Oldowan-Kultur) entstand.

### DieAustralopithecus-Arten im Überblick

Fossilien-Fundorte der Australopithecinen in Afrika

- Australopithecus anamensis lebte vor rund 4 Millionen Jahren in Ostafrika.
- Australopithecus afarensis lebte vor rund 3,8 bis 2,9 Millionen Jahren in Ostafrika. Zu dieser Art gehört u. a. das Fossil Lucy sowie das Fossil DIK 1-1 („Selam“).
- Australopithecus deyiremeda lebte vor rund 3,5 bis 3,3 Millionen Jahren in Ostafrika. Die bisher einzige Fundstelle ist Woranso-Mille.
- Australopithecus africanus lebte vor rund 3,0 bis 2,5 Millionen Jahren in Südafrika. Zu dieser Art gehört u. a. das Kind von Taung, das erste beschriebene Fossil der Gattung Australopithecus.
- Australopithecus bahrelghazali ist nur aus der 3,5 bis 3,0 Millionen Jahre alten Fundstelle KT 12 im heutigen Tschad bekannt. Die Einordnung des Fundes als eigenständige Art ist umstritten, er wird von einigen Forschern als regionale Variante von Australopithecus afarensis interpretiert.
- Australopithecus garhi lebte vor rund 2,5 Millionen Jahren im Gebiet des heutigen Äthiopien.
- Australopithecus sediba lebte vor rund 2,0 Millionen Jahren in Südafrika.[23]

Einige Paläoanthropologen ordnen auch die Arten der Gattung Paranthropus als späte Vertreter von Australopithecus ein:
- Paranthropus aethiopicus
- Paranthropus boisei
- Paranthropus robustus

Umstritten ist ebenfalls die Zuordnung einiger Fossilien zur Gattung Kenyanthropus, da auch diese Fundstücke von vielen Forschern als bloße Variante der Gattung Australopithecus gedeutet werden.
Ferner wurde Ardipithecus ramidus von seinen Entdeckern 1994 zunächst als Australopithecus ramidus bezeichnet und erst später als Art der neu eingerichteten Gattung Ardipithecus ausgewiesen.
Schließlich wird Homo rudolfensis von einigen Forschern nicht als frühester Vertreter der Gattung Homo gedeutet, sondern als später Vertreter der Gattung Australopithecus und von diesen Forschern daher als Australopithecus rudolfensis bezeichnet – ein Zuordnungsproblem, das bei mutmaßlichen Übergangsformen nicht ungewöhnlich ist.

## Belege
1. ↑  Richard Leakey: Die ersten Spuren. Über den Ursprung des Menschen. Goldmann, München 1999, ISBN 3-442-15031-0, S. 68.
2. ↑  Raymond A. Dart: Australopithecus africanus: The man-ape of South Africa. In: Nature. Band 115, 1925, S. 195–199, Volltext.
3. ↑  Siehe hierzu auch: Greg Laden, Richard Wrangham: The rise of the hominids as an adaptive shift in fallback foods: Plant underground storage organs (USOs) and australopith origins. In: Journal of Human Evolution. Band 49, Nr. 4, 2005 S. 482–498, doi:10.1016/j.jhevol.2005.05.007, Volltext (PDF; 233 kB) (Memento vom 10. März 2016 im Internet Archive).
4. ↑  Tina Lüdecke et al.: Australopithecus at Sterkfontein did not consume substantial mammalian meat. In: Science. Band 387, Nr. 6731, 2025, S. 309–314, doi:10.1126/science.adq7315.
 Unsere Vorfahren lebten vor drei Millionen Jahren vegetarisch. Auf: mpg.de vom 16. Januar 2025.
5. ↑  Steve Jones et al.: The Cambridge Encyclopedia of Human Evolution. Cambridge University Press, 1992, S. 236.
6. ↑  Ulrich Welsch: Wie aus den ersten Primaten Homo wurde (1): Die Fossilgeschichte des Menschen. In: Biologie in unserer Zeit. 1/2007, S. 47.
7. ↑  Ulrich Welsch: Wie aus den ersten Primaten Homo wurde (1): Die Fossilgeschichte des Menschen, S. 46.
8. ↑  Yoel Rak:  Lucy's pelvic anatomy: its role in bipedal gait. In: Journal of Human Evolution. Band 20, 1991, S. 283–290.
9. ↑  Rhianna Drummond-Clarke et al.: Foraging strategy and tree structure as drivers of arboreality and suspensory behaviour in savannah-dwelling chimpanzees. In: Frontiers in Ecology and Evolution. Band 13, 2025, doi:10.3389/fevo.2025.1561078.
How much time did our ancestors spend up trees? Studying these chimpanzees might help us find out. Auf: eurekalert.org vom 29. Juli 2025.
10. ↑  Donald Johanson: Lucy und ihre Kinder. 2. aktualisierte und erweiterte Auflage, Elsevier Verlag, München 2000, S. 126, ISBN 978-3-8274-1670-4.
11. ↑  Winfried Henke, Hartmut Rothe: Stammesgeschichte des Menschen. Springer Verlag, 1998, ISBN 3-540-64831-3.
12. ↑   Neus Ciurana et al.: Quantitative Analysis of the Brachialis and Triceps Brachii Insertion Sites on the Proximal Epiphysis of the Ulna in Modern Hominid Primates and Fossil Hominins. In: American Journal of Primatology. Online-Veröffentlichung vom 3. November 2024, doi:10.1002/ajp.23690.
13. ↑  Elaine E. Kozma et al.: Hip extensor mechanics and the evolution of walking and climbing capabilities in humans, apes, and fossil hominins. In: PNAS. Band 115, Nr. 16, 2018, S. 4134–4139, doi:10.1073/pnas.1715120115, Volltext (PDF).
14. ↑  Gary J. Sawyer, Viktor Deak: Der lange Weg zum Menschen. Spektrum Akademischer Verlag, Heidelberg 2008, S. 39 (A. afarensis), S. 64 (A. africanus), S. 73 (P. robustus)
15. ↑  Bernard Wood, Terry Harrison: The evolutionary context of the first hominins. In: Nature. Band 470, 2011, S. 350, doi:10.1038/nature09709.
16. ↑  John T. Robinson: The Bearing of East Rudolf Fossils on Early Hominid Systematics. In: Nature. Band 240, 1972, S. 239–240, doi:10.1038/240239a0.
17. ↑  William H. Kimbel et al.: Was Australopithecus anamensis ancestral to A. afarensis? A case of anagenesis in the hominin fossil record. In: Journal of Human Evolution. Band 51, Nr. 2, 2006, S. 134–152, doi:10.1016/j.jhevol.2006.02.003.
18. ↑  Darryl E. Granger et al.: New cosmogenic burial ages for Sterkfontein Member 2 Australopithecus and Member 5 Oldowan. In: Nature. Band 522, Nr. 7554, 2015, S. 85–88, doi:10.1038/nature14268.
19. ↑  Friedemann Schrenk: Die Frühzeit des Menschen. Der Weg zu Homo sapiens. C. H. Beck, 1997, S. 61.
20. ↑  Elisabeth S. Vrba: The Pulse That Produced Us. In: Natural History. 5/1993, S. 47–51;Volltext (Memento vom 7. März 2003 im Internet Archive)
21. ↑  Friedemann Schrenk: Die Frühzeit des Menschen, S. 62.
22. ↑  Friedemann Schrenk, Timothy Bromage: Der Hominiden-Korridor Südostafrikas. In: Spektrum der Wissenschaft. Nr. 8/2000, S. 51.
23. ↑  Lee Berger et al.: Australopithecus sediba: A New Species of Homo-Like Australopith from South Africa. In: Science. Band 328, 2010, S. 195–204, doi:10.1126/science.1184944.